# Йонас Багер
Йонас Валентін Багер (дан. Jonas Valentin Bager, нар. 18 липня 1996, Гадстен, Данія) — данський футболіст, центральний захисник шведського клубу «Гетеборг».

## Ігрова кар'єра

### Клубна
Йонас Багер є вихованцем футбольної академії данського клубу «Раннерс». Взимку 2015 року він вперше відправився на передсезонні збори з першою командою.
Першу в основі Багер провів 9 липня 2015 року в поєдику кваліфікаційного раунду Ліги Європи. У чемпіонаті Данії футболіст дебютував у листопаді 2015 року у матчі проти «Норшелланна». У вересні 2016 року футболіст продовжив дію контракту з клубом до 2020 року.
У травні 2019 року Багер підписав контракт на три роки з клубом бельгійського Першого дивізіону «Юніон Сент-Жилуаз» і 10 серпня того року дебютував у новій команді. Починаючи зі свого другого сезону в клубі захисник став більше грати в основі, відзначився двома забитими голами і за результатами сезону допоміг команді вийти до вищого дивізіону чемпіонату Бельгії. 25 липня 2021 року Багер дебютував у Ліга Жупіле і в першому ж матчі відзначився гольовою передачею.
Вілтку 2022 року футболіст перейшов до клубу «Шарлеруа», з яким підписав дворічний контракт з опцією продовження ще на два роки. Наприкінці лютого 2023 року Багер отримав травму стегна і змушений був пропустити місяць ігрового часу.
В липні 2024 року Багер перейшов до шведського клубу «Гетеборг», з яким підписав контракт на три з половиною роки.

### Збірна
З 2013 року Йонас Багер захищав кольори юнацьких та молодіжної збірної Данії.

## Досягнення
Юніон Сент-Жилуаз
- Переможець Другого дивізіону: 2020/21